# Hans Huber (Verleger)
Hans Huber (* 10. August 1884 in Erstfeld; † 8. April 1973 in Bern) war ein Schweizer Verleger.
1917 wurde er Mitarbeiter und 1920 Direktor im Berner Verlag Ernst Bircher. 1927 übernahm er den Verlag und machte ihn zu einem führenden Medizinverlag. Gleichzeitig eröffnete er an der Marktgasse 9 in Bern eine Buchhandlung.
Huber half Hermann Rorschach bei Drucken von Material für den Rorschachtest. Im Jahr 1927 kaufte er die Verlagsrechte an Rorschachs Werk Psychodiagnostik aus dem Inventar Ernst Birchers. Der neue Verlag verlegte Werke aus den Gebieten Medizin und Psychologie. 
1958 wurde Huber durch die Medizinische Fakultät der Universität Bern die Ehrendoktorwürde verliehen. Huber studierte nebenher in Bern einige Semester deutsche Sprache und Literatur. Er heiratete zweimal (1915 und 1961). 
1919 wurde sein Sohn und späterer Mitarbeiter Hans Theodor Huber geboren, dem er 1954 die Leitung seines Verlags übergab. Huber starb 1973. 1984 wurde sein Verlag an den Hogrefe-Verlag verkauft.